# Berlini maraton

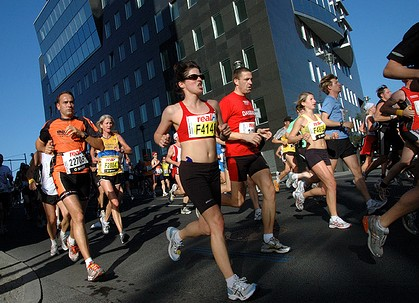
A 2007-es verseny

A berlini maraton egyike a nagy utcai futóversenyeknek, amelyet Berlin (korábban Nyugat-Berlin) nevezetes helyein vezetnek végig, és 1974 óta éves rendszerességgel rendeznek meg, minden szeptember utolsó hétvégéjén. A futóverseny hivatalos neve (a főszponzor után) jelenleg „BMW Berlin Marathon”, távja 42 195 m. A versenyen a profi futókon kívül amatőr és kerekesszékes versenyzők is részt vehetnek. Négy másik versennyel együtt képezi a World Marathon Majors sorozatot. A legtöbb férfi-, ill. női rekordot ezen a versenyen érték el. Jellemző a sík felület és a mérsékelt őszi időjárás.

## Útvonal

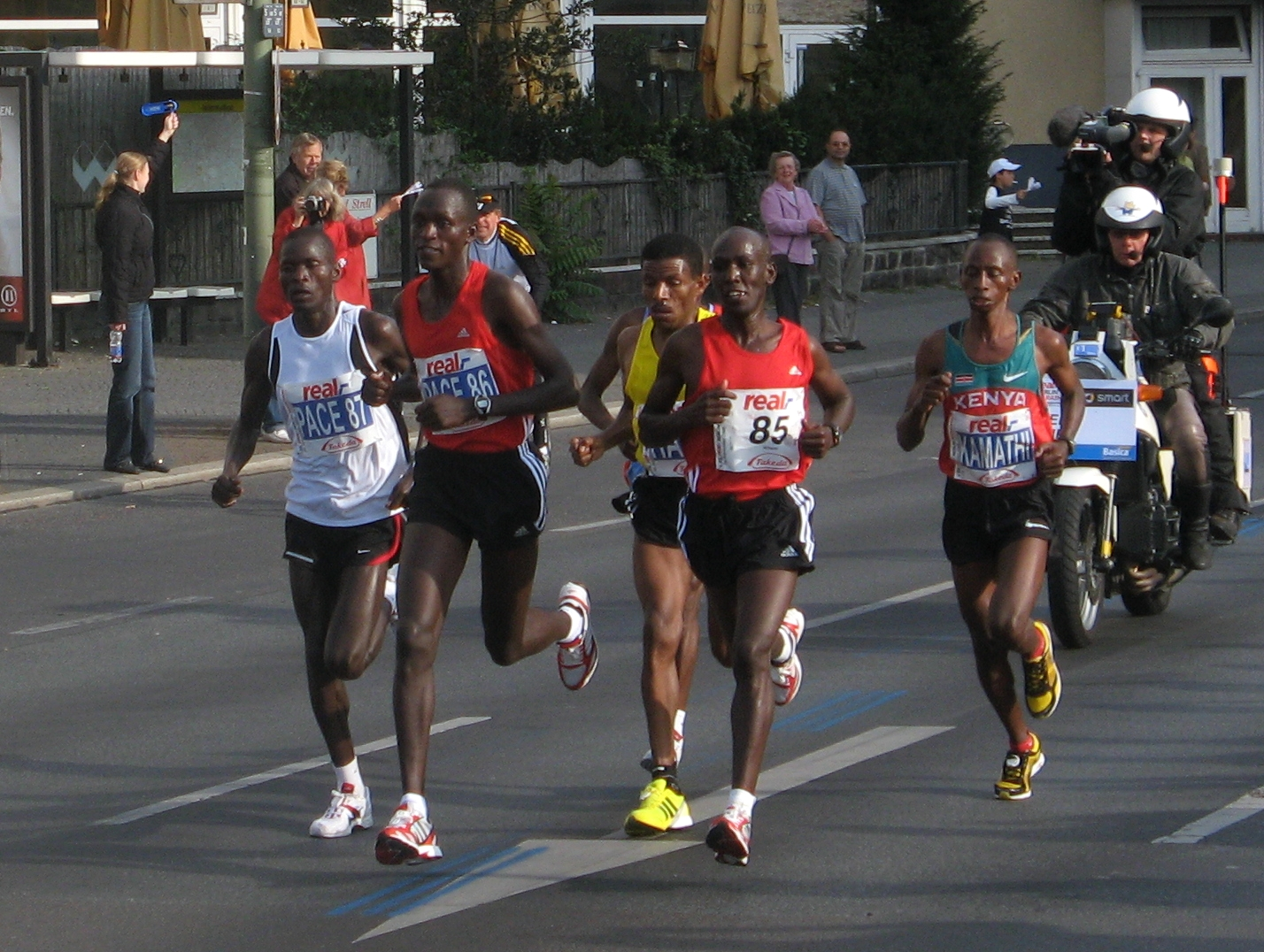
A 2008-as győztes Haile Gebrselassie (sárga mezben)

Az alábbi leírás a 2008-as verseny nyomvonalát ismerteti. A verseny a Tiergartenből indul, a Kleiner Stern környékéről. A 17. Juni Strassén futnak nyugati irányban, majd az Ernst Reuter Platz-nál jobbra kanyarodnak, és a Spree túloldalán egy ívet leírva most keleti irányban vezet az út (Alt-Moabit). Rövid időn belül (6,5 km körül) kétszer is átfutnak a Spree fölött, és a Rosenthaler Platz környékén érik el a 9-10. kilométert. A Friedrichshainnál déli irányba fordul a verseny, és 12,5 km-nél ismét keresztezik a folyót, a Kotbrusser Strasse következik, és innen (16,8 km) fordulnak nyugati irányba a Südstern irányába. Nagyjából 21 km-nél a Potsdamer Stasséra fordulnak, majd a Grünewald Strassén folytatják. 22,5 km-nél déli irányban vezet az út, egy nagy hurkot írnak le, melynek során gyakorlatilag körbefutják Wilmersdorfot (Platz am Wilden Eber: 28,5 km, Hohenzollern-Damm), átvágnak a Kurfürste-Dammra, és az Europa Centernél érik el a 35 km-t. Kleistrasse, Bülowstrasse, majd a 37. km előtt ráfordulnak a Potsdamer és Leipziger Strasséra, 40 km-nél visszafordulnak a Tiergarten irányába, és a befutó a Brandenburgi kapu közelében van.

## Eredmények

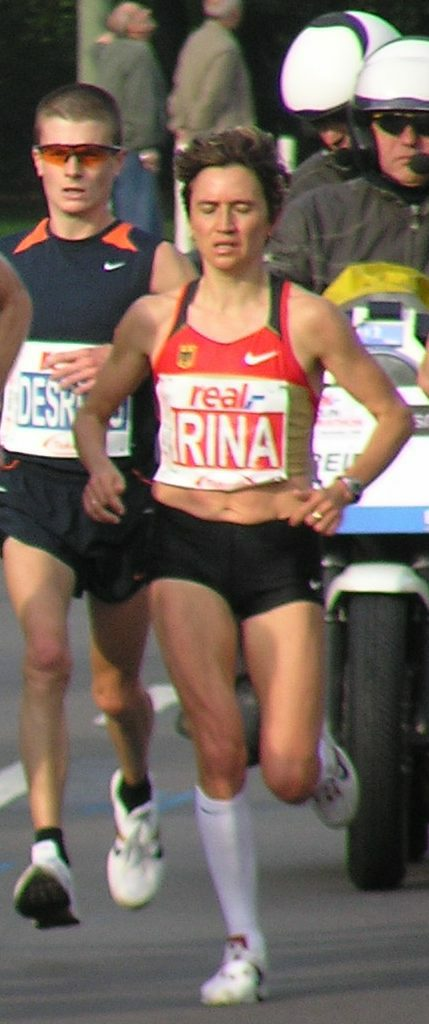
Irina Mikitenko győzött a nők között 2008-ban

A verseny általában kétnapos. Különlegessége a rendezvénynek, hogy szombatonként görkorcsolyás maratont is rendeznek, míg a futó- és kerekesszékes versenyt vasárnap tartják. Igen népszerű verseny a berlini, 2008-ban például 107 országból 40 827 résztvevő vágott neki a távnak, s közülük 35 913-an értek célba. Másik érdekesség, hogy ezen a futóversenyen érték el a legtöbb maratoni futó világrekordot:
- a férfiaknál:
  - 1998-ban Ronaldo da Costa (BRA): 2:06:05,
  - 2003-ban Paul Tergat (KEN): 2:04:55,
  - 2007-ben Haile Gebrselassie (ETH): 2:04:26,
  - 2008-ban Haile Gebrselassie (ETH): 2:03:59,
  - 2011-ben Patrick Makau (KEN): 2:03:38,
  - 2013-ban Wilson Kipsang Kiprotich (KEN): 2:03:23;
- a nőknél:
  - 1977-ben Christa Vahlensieck (GER): 2:34:48,
  - 1999-ben Tegla Loroupe (KEN): 2:20:43,
  - 2001-ben Takahasi Naoko (JPN): 2:19:46,
  - 2011-ben Florence Kiplagat (KEN): 2:19:44.

A jó eredmények a jó versenyzőkön kívül a pálya viszonylag lapos „profiljával”, a kevés és enyhe emelkedővel, valamint a jó minőségű burkolattal magyarázható. Az útvonalnak ugyanez a tulajdonsága teszi lehetővé az amatőr futók számára is a táv „könnyebb” teljesítését.
A berlini maratonnak volt magyar győztese is: 1984-ben Sipka Ágnes győzött 2:39:32-es időeredménnyel.

## A versenysorozat győztesei
| Év   | Férfiak                  | Férfiak        | Férfiak    | Nők                   | Nők            | Nők     |
| 1974 | Günter Hallas            | NSZK           | 2:44:53    | Jutta von Haase       | NSZK           | 3:22:01 |
| 1975 | Ralf Bochröder           | NSZK           | 2:47:08    | Christin Bochröder    | NSZK           | 3:59:15 |
| 1976 | Ingo Sensburg            | NSZK           | 2:23:08    | Jutta von Haase       | NSZK           | 3:05:19 |
| 1977 | Norman Wilson            | Nagy-Britannia | 2:16:21    | Angelika Brandt       | NSZK           | 3:10:27 |
| 1978 | Michael Spöttel          | NSZK           | 2:20:03    | Ursula Blaschke       | NSZK           | 2:57:09 |
| 1979 | Ingo Sensburg            | NSZK           | 2:21:09    | Jutta von Haase       | NSZK           | 3:07:07 |
| 1980 | Ingo Sensburg            | NSZK           | 2:16:48    | Gerlinde Püttmann     | NSZK           | 2:47:18 |
| 1981 | Ian Ray                  | Nagy-Britannia | 2:15:42    | Angelika Stephan      | NSZK           | 2:27:24 |
| 1982 | Domingo Tibaduiza        | Kolumbia       | 2:14:47    | Jean Lochhead         | Nagy-Britannia | 2:47:05 |
| 1983 | Karel Lismont            | Belgium        | 2:13:37    | Karen Holdsworth      | Nagy-Britannia | 2:40:32 |
| 1984 | John Skovbjerg           | Dánia          | 2:13:35    | Sipka Ágnes           | Magyarország   | 2:39:32 |
| 1985 | Jimmy Ashworth           | Nagy-Britannia | 2:11:43    | Magda Ilands          | Belgium        | 2:34:10 |
| 1986 | Boguslaw Psujek          | Lengyelország  | 2:11:03    | Charlotte Teske       | NSZK           | 2:32:10 |
| 1987 | Suleiman Nyambui         | Tanzánia       | 2:11:11    | Kerstin Pressler      | NSZK           | 2:31:22 |
| 1988 | Suleiman Nyambui         | Tanzánia       | 2:11:45    | Renata Kokowska       | Lengyelország  | 2:29:16 |
| 1989 | Alfredo Shahanga         | Tanzánia       | 2:10:11    | Päivi Tikkanen        | Finnország     | 2:28:45 |
| 1990 | Steve Mongehetti         | Ausztrália     | 2:08:16    | Uta Pippig            | NDK            | 2:28:37 |
| 1991 | Steve Brace              | Nagy-Britannia | 2:10:57    | Renata Kokowska       | Lengyelország  | 2:27:36 |
| 1992 | David Tsebe              | Dél-Afrika     | 2:08:07    | Uta Pippig            | Németország    | 2:30:22 |
| 1993 | Xolile Yawa              | Dél-Afrika     | 2:10:57    | Renata Kokowska       | Lengyelország  | 2:26:20 |
| 1994 | Antonio Pinto            | Portugália     | 2:08:31    | Katrin Dörre-Heinig   | Németország    | 2:25:15 |
| 1995 | Sammy Lelei              | Kenya          | 2:07:02    | Uta Pippig            | Németország    | 2:25:37 |
| 1996 | Abel Anton               | Spanyolország  | 2:09:15    | Colleen de Reuck      | Dél-Afrika     | 2:26:35 |
| 1997 | Elijah Lagat             | Kenya          | 2:07:41    | Catherina McKiernan   | Írország       | 2:23:44 |
| 1998 | Ronaldo da Costa         | Brazília       | 2:06:05    | Marleen Renders       | Belgium        | 2:25:22 |
| 1999 | Josephat Kiprono         | Kenya          | 2:06:44    | Tegla Loroupe         | Kenya          | 2:20:43 |
| 2000 | Simon Biwott             | Kenya          | 2:07:42    | Macuo Kazumi          | Japán          | 2:26:15 |
| 2001 | Joseph Ngolepus          | Kenya          | 2:08:47    | Takahasi Naoko        | Japán          | 2:19:46 |
| 2002 | Raymond Kipkoech         | Kenya          | 2:06:47    | Takahasi Naoko        | Japán          | 2:21:49 |
| 2003 | Paul Tergat              | Kenya          | 2:04:55    | Hasimoto Jaszuko      | Japán          | 2:26:32 |
| 2004 | Felix Limo               | Kenya          | 2:06:44    | Sibui Joko            | Japán          | 2:19:41 |
| 2005 | Philip Manyim            | Kenya          | 2:07:41    | Nogucsi Mizuki        | Japán          | 2:19:12 |
| 2006 | Haile Gebrselassie       | Etiópia        | 2:05:38    | Gete Wami             | Etiópia        | 2:21:34 |
| 2007 | Haile Gebrselassie       | Etiópia        | 2:04:26    | Gete Wami             | Etiópia        | 2:23:17 |
| 2008 | Haile Gebrselassie       | Etiópia        | 2:03:59    | Irina Mikitenko       | Németország    | 2:19:19 |
| 2009 | Haile Gebrselassie       | Etiópia        | 2:06:08    | Atsede Habtamu Besuye | Etiópia        | 2:24:47 |
| 2010 | Patrick Makau            | Kenya          | 2:05:08    | Aberu Kebede          | Etiópia        | 2:23:58 |
| 2011 | Patrick Makau            | Kenya          | 2:03:38    | Florence Kiplagat     | Kenya          | 2:19:44 |
| 2012 | Geoffrey Mutai           | Kenya          | 2:04:15    | Aberu Kebede          | Etiópia        | 2:20:30 |
| 2013 | Wilson Kipsang Kiprotich | Kenya          | wr 2:03:23 | Florence Kiplagat     | Kenya          | 2:21:13 |
| 2014 | Dennis Kimetto           | Kenya          | wr 2:02:57 | Tirfi Tsegaye         | Etiópia        | 2:20:18 |
| 2015 | Eliud Kipchoge           | Kenya          | 2:04:00    | Gladys Cherono        | Kenya          | 2:19:25 |